# 東北森林管理局
東北森林管理局（とうほくしんりんかんりきょく）は、秋田市にある林野庁の地方支分部局で、青森県、岩手県、宮城県、秋田県および山形県の区域を管轄している。秋田県に所在する国の管区単位の機関としては唯一の機関である。東北地方のうち、福島県の区域は関東森林管理局が管轄している。

## 組織
- 東北森林管理局（秋田市中通）
  - 青森事務所（青森市篠田）
  - 森林技術・支援センター（青森県北津軽郡中泊町大字中里字亀山）
  - 藤里森林生態系保全センター（秋田県山本郡藤里町藤琴字大関添）
  - 津軽白神森林生態系保全センター（青森県西津軽郡鰺ヶ沢町大字米町）
  - 朝日庄内森林生態系保全センター（山形県鶴岡市下名川字落合）

## 管内森林管理署

### 青森県内
- 津軽森林管理署（弘前市）
  - 金木支署（五所川原市）
- 青森森林管理署（青森市）
- 下北森林管理署（むつ市）
- 三八上北森林管理署（十和田市）

### 岩手県内
- 岩手北部森林管理署（八幡平市）
- 三陸北部森林管理署（宮古市）
  - 久慈支署（久慈市）
- 三陸中部森林管理署（大船渡市）
- 盛岡森林管理署（盛岡市）
- 岩手南部森林管理署（奥州市）
  - 遠野支署（遠野市）

### 宮城県内
- 宮城北部森林管理署（大崎市）
- 仙台森林管理署（仙台市青葉区）

### 秋田県内
- 米代東部森林管理署（大館市）
  - 上小阿仁支署（北秋田郡上小阿仁村）
- 米代西部森林管理署（能代市）
- 秋田森林管理署（秋田市）
  - 湯沢支署（湯沢市）
- 由利森林管理署（由利本荘市）

### 山形県内
- 庄内森林管理署（鶴岡市）
- 山形森林管理署（寒河江市）
  - 最上支署（最上郡真室川町）
- 置賜森林管理署（西置賜郡小国町）